# Symplocos theiformis
Symplocos theiformis är en tvåhjärtbladig växtart som först beskrevs av Carl von Linné d.y., och fick sitt nu gällande namn av Gürke. Symplocos theiformis ingår i släktet Symplocos och familjen Symplocaceae. Inga underarter finns listade i Catalogue of Life.